# Шадрина, Елена Валентиновна
Еле́на Валенти́новна Ша́дрина (род. 26 марта 1982) — российская тяжелоатлетка, выступающая в весовой категории до 58 кг, призёр чемпионатов мира и Европы, Заслуженный мастер спорта России.

## Спортивная карьера
Высшими достижениями Елены Шадриной являются золотая медаль на чемпионате Европы 2014, бронзовая медаль на чемпионате мира 2013, чемпионате Евроы 2012 в весовой категории до 58 кг.

### Результаты выступлений
| Год  | Соревнование     | Место проведения | Весовая категория | Рывок  | Толчок | Сумма двоеборья | Место |
| 2010 | Чемпионат России | Курск            | до 58 кг          | 95 кг  | 120 кг | 215 кг          | 1     |
| 2011 | Чемпионат России | Пенза            | до 58 кг          | 97 кг  | 121 кг | 218 кг          | 1     |
| 2012 | Чемпионат Европы | Анталья          | до 58 кг          | 95 кг  | 116 кг | 211 кг          | 3     |
| 2013 | Чемпионат России | Казань           | до 58 кг          | 96 кг  | 120 кг | 216 кг          | 1     |
| 2013 | Чемпионат мира   | Вроцлав          | до 58 кг          | 96 кг  | 122 кг | 218 кг          | 3     |
| 2014 | Чемпионат Европы | Тель-Авив        | до 58 кг          | 97 кг  | 115 кг | 212 кг          | 1     |
| 2014 | Чемпионат России | Грозный          | до 58 кг          | 100 кг | 123 кг | 223 кг          | 1     |
| 2014 | Чемпионат мира   | Алма-Ата         | до 58 кг          | 92 кг  | 111 кг | 203 кг          | 13    |